# Saint-Étienne-les-Orgues
 Saint-Étienne-les-Orgues  es una población y comuna francesa, situada en la región de Provenza-Alpes-Costa Azul, departamento de Alpes de Alta Provenza, en el distrito de Forcalquier. Es el chef-lieu y mayor población del cantón de Saint-Étienne-les-Orgues.

## Demografía
| 477 | 478 | 561 | 679 | 1091 | 873 |
| Para los censos de 1962 a 1999 la población legal corresponde a la población sin duplicidades (Fuente: INSEE [Consultar]) |     |     |     |      |     |